# Pantoflíčkovité
Pantoflíčkovité (Calceolariaceae) je malá čeleď vyšších dvouděložných rostlin z řádu hluchavkotvaré (Lamiales). Zahrnuje 260 druhů ve 2 rodech a je rozšířena ve Střední a Jižní Americe a v malé míře i na Novém Zélandu. Pantoflíčkovité jsou byliny a keře se vstřícnými listy a s nápadnými čtyřčetnými květy. Různé kultivary pantoflíčků náležejí mezi oblíbené pokojové rostliny.

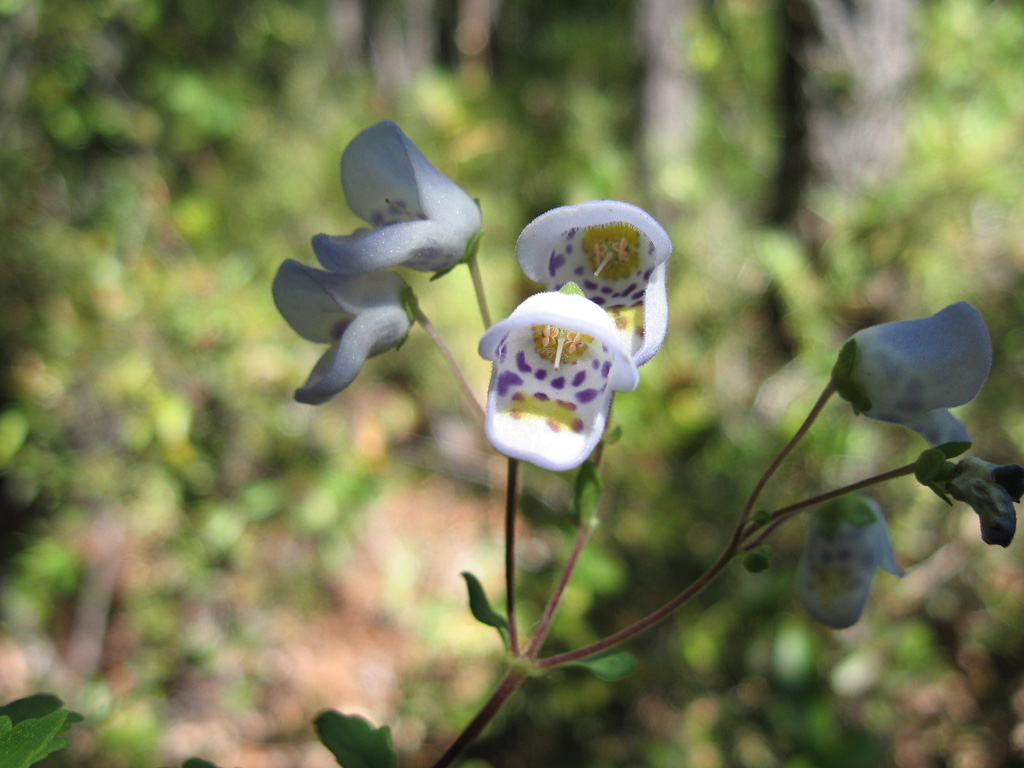
Jovellana punctata

## Charakteristika
Pantoflíčkovité jsou byliny a keře s jednoduchými vstřícnými listy. Listy jsou celokrajné, zubaté nebo laločnaté, někdy v přízemní růžici nebo protistojné a srostlé bázemi. Květy jsou oboupohlavné, čtyřčetné, se srostlým kalichem i korunou. Kalich je čtyřčetný, lehce souměrný (horní cíp je nejdelší, spodní nejmenší), většinou zelený a vytrvalý. Koruna je dvoupyská, nejčastěji žlutá, řidčeji bílá, červená nebo fialová, často s skvrnitá. Tvar koruny je dosti rozmanitý, obvykle je horní pysk kápovitý a menší než nafouklý spodní pysk. Pod horním pyskem je ukryt semeník a tyčinky. Tyčinky jsou 2, přirostlé ke krátké korunní trubce. Druh Calceolaria triandra (= Parodittia triandra) má tři tyčinky. Staminodia nejsou přítomna. Semeník je svrchní až polospodní, srostlý ze 2 plodolistů, s jedinou čnělkou zakončenou nenápadnou hlavatou bliznou. Plodem je septicidní nebo lokulicidní tobolka s mnoha semeny.

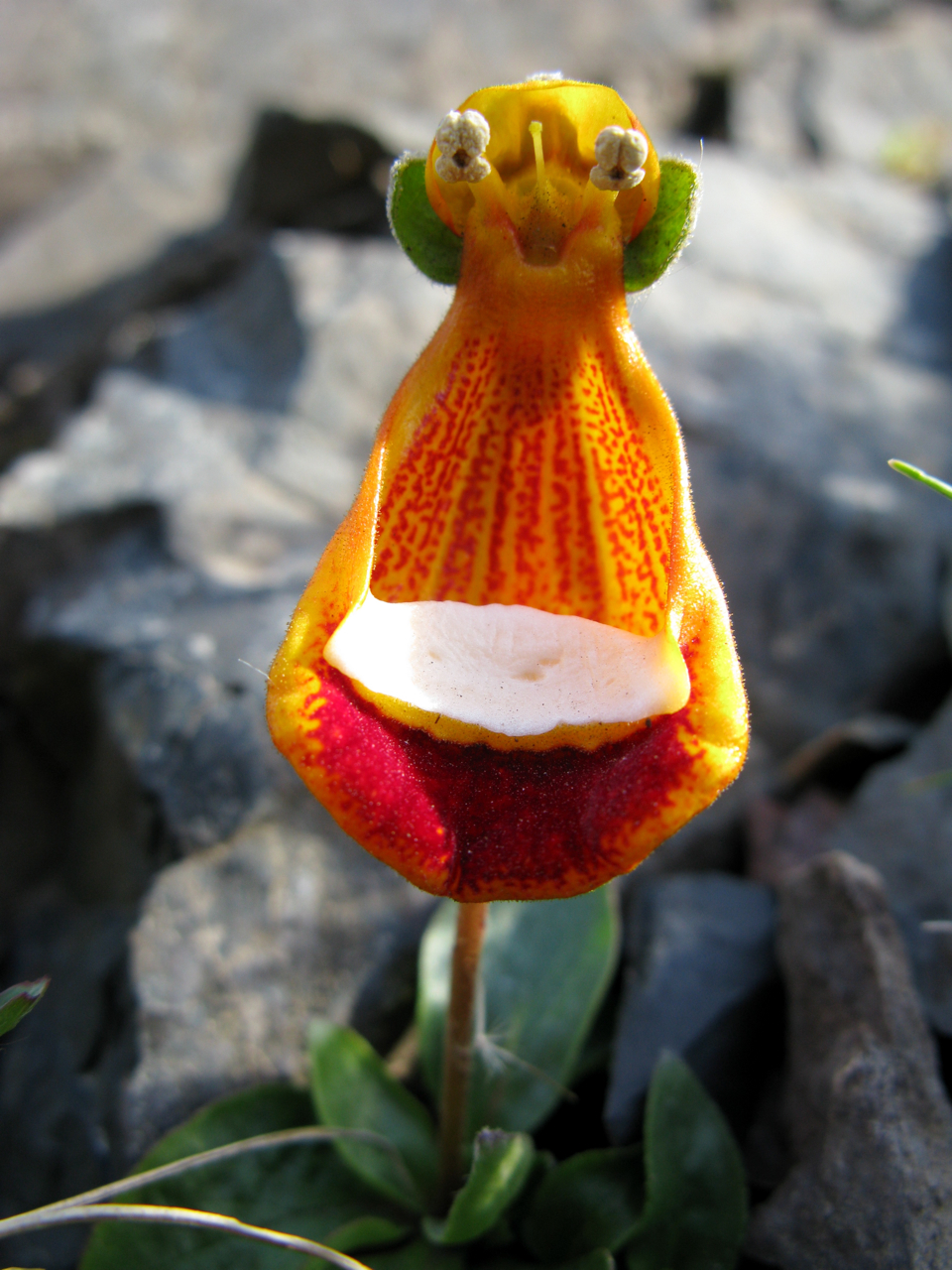
Květ pantoflíčku Calceolaria uniflora
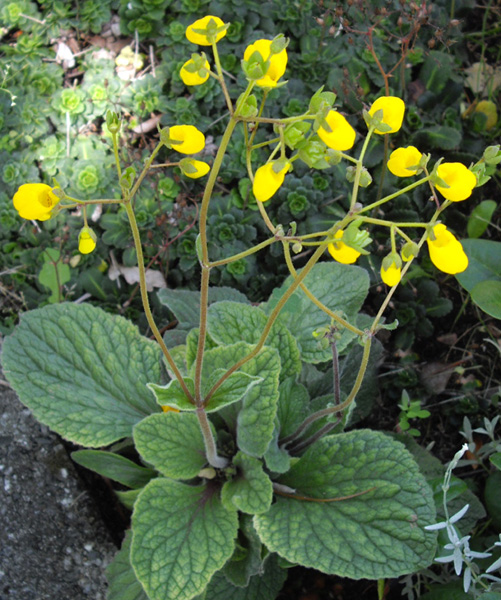
Kvetoucí pantoflíček Calceolaria andina
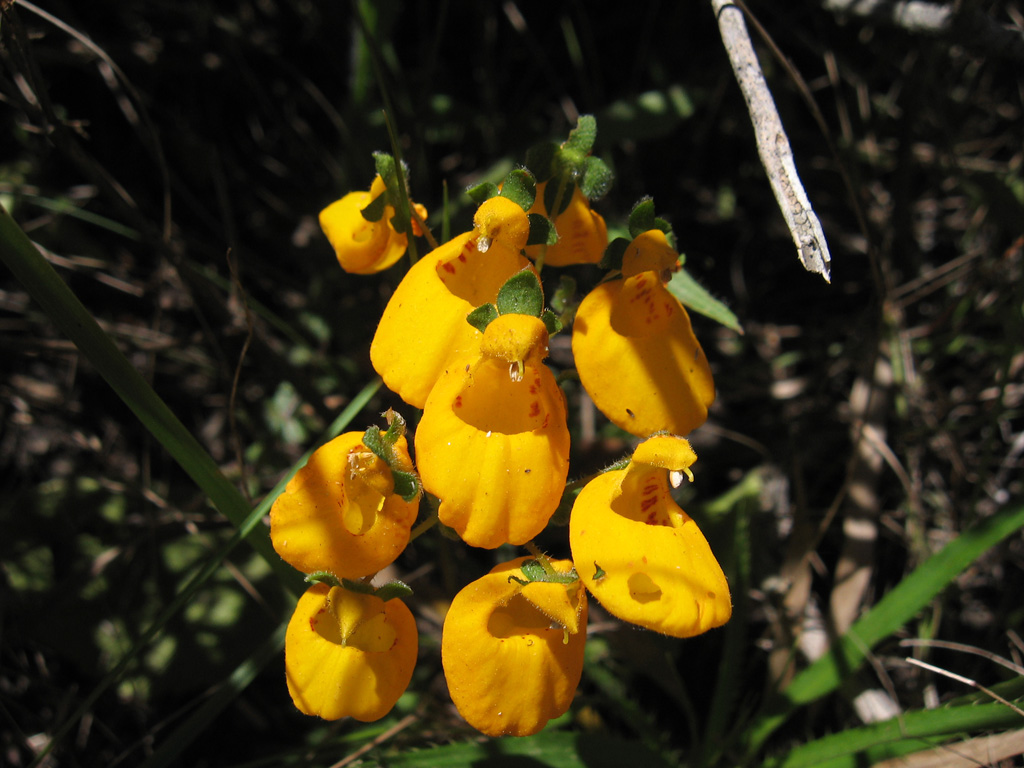
Calceolaria corymbosa
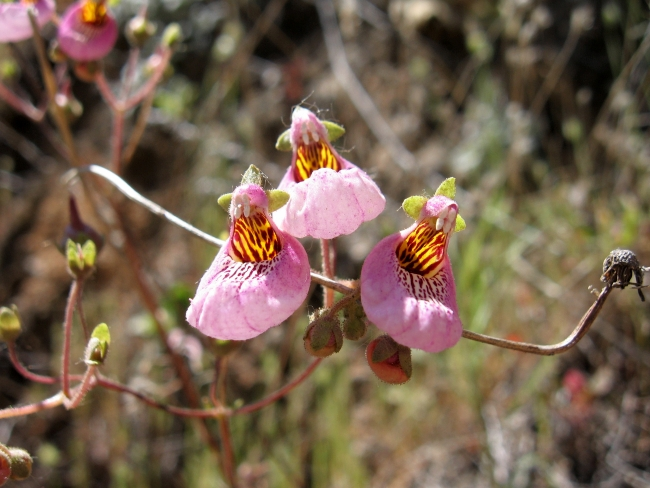
Calceolaria cana

Ve spodním nafouklém pysku většiny druhů pantoflíčků (210 druhů z celkového počtu) je zóna žlaznatých chlupů produkujících olej, vyhledávaný vosami zejména rodů Chalepogenus a Centris. Tyto vosy mají na trupu a nohou rozvětvené chlupy na nichž se olej zachycuje. Používají jej jako potravu pro sebe a své potomstvo a také jako stavební materiál, a slouží rostlinám jako opylovači. Druhy, které olej nemají, nabízejí opylovačům pyl nebo jsou samosprašné.

## Rozšíření
Čeleď zahrnuje asi 260 druhů ve 2 rodech. Vyskytuje se v horách Střední a Jižní Ameriky v souvislém pásu od Mexika po Patagonii. Rod Jovellana je zastoupen i na Novém Zélandu. Největší druhové diverzity dosahují pantoflíčkovité v peruánských Andách, kde se přizpůsobily téměř všem typům biotopů.

## Taxonomie
Čeleď pantoflíčkovité byla publikována v roce 2001 na základě poznatků z molekulárního taxonomického výzkumu. Nejblíže příbuznou skupinou je čeleď podpětovité (Gesneriaceae).
V minulosti byl rozeznáván ještě třetí, monotypický rod Parodittia s druhem Parodittia triandra. Odlišuje se především třemi tyčinkami v květu. Později byl sloučen s rodem pantoflíček, neboť jinak by byl tento rod parafyletický.

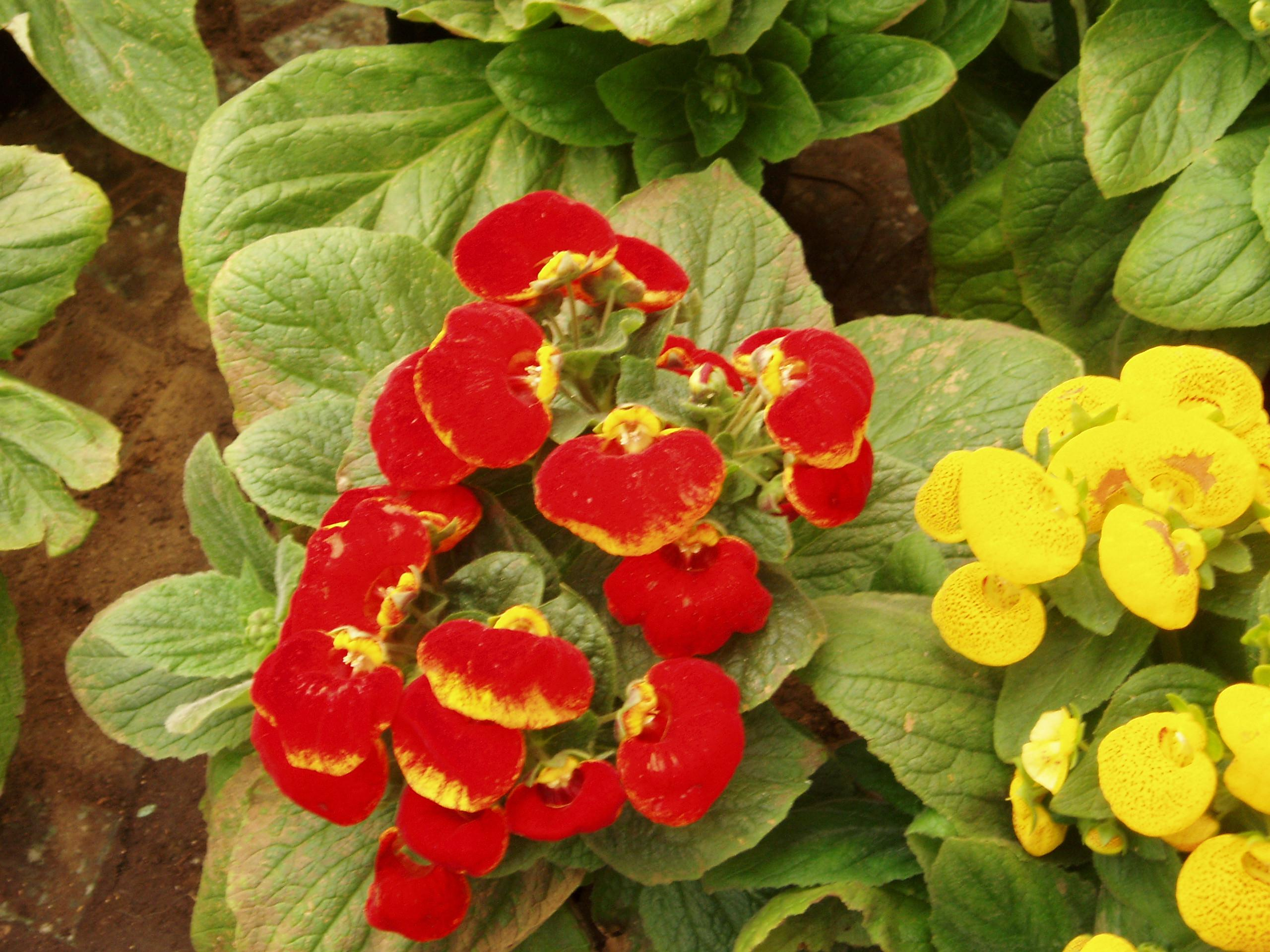
Okrasné kultivary pantoflíčku

## Význam
Různé kultivary pantoflíčků jsou pěstovány jako krátkověké pokojové rostliny pod jménem Calceolaria herbeohybrida. Jsou odvozeny od peruánských druhů Calceolaria crenatiflora, C. corymbosa a C. cana. Rozmnožují se semeny. Dobře prosperují v chladnějších světlých místnostech a mají rády vlhký vzduch a hojnou zálivku, při níž by se ovšem neměly namočit listy.

## Přehled rodů
Calceolaria, Jovellana